# 706 Hirundo
706 Hirundo è un asteroide della fascia principale del diametro medio di circa 29,22 km. Scoperto nel 1910, presenta un'orbita caratterizzata da un semiasse maggiore pari a 2,7264380 UA e da un'eccentricità di 0,1960635, inclinata di 14,47359° rispetto all'eclittica.
Il nome fa riferimento alla famiglia degli Irondinidi, in latino Hirundinidae, di cui fanno parte le rondini.